# Dépression Caspienne

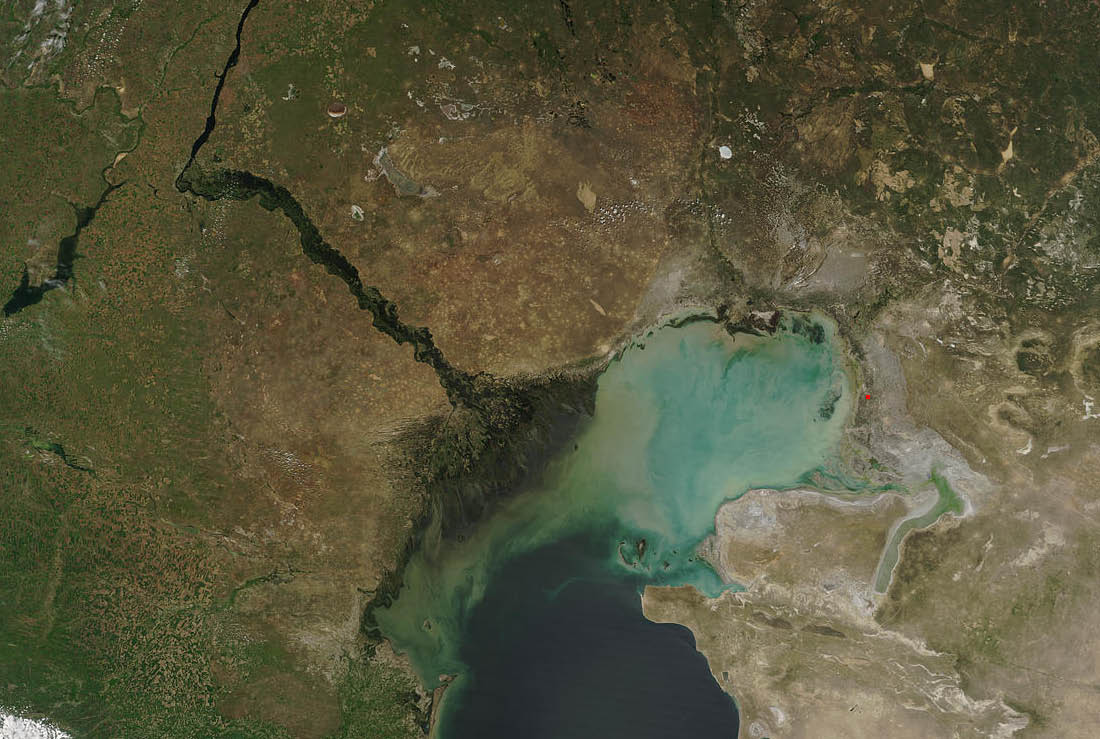
Dépression Caspienne

La dépression Caspienne est une dépression géographique située dans le nord de la mer Caspienne, en Russie et au Kazakhstan. Le désert Ryn y est presque totalement inclus.
Le niveau de la mer Caspienne est de -28 mètres ; toutefois certaines régions sont encore plus basses, comme Karagiye au Kazakhstan, qui est à -138 mètres.

## Voir également
- Dépression de Kouma-Manytch